# Хьюитт, Джо (футболист)
Джо Хьюитт (англ. Joe Hewitt; 3 мая 1881, Честер — 12 марта 1971, Ливерпуль) — английский футболист, нападающий, поигравший за «Сандерленд», «Ливерпуль» и «Болтон Уондерерс». Двукратный чемпион Англии в составе «Сандерленда» и «Ливерпуля».

## Футбольная карьера

### «Сандерленд»
В «Сандерленде» Джо Хьюитт дебютировал 1 марта 1902 года в выездном матче с «Блэкберн Роверс», выигранном 1:0, а уже в следующем своём матче забил первый гол (29 марта 1902 года. «Сандерленд» — «Смол Хит» 1:1). В том сезоне «Сандерленд» стал чемпионом, однако чемпионскую медаль сыгравший всего в 5 матчах нападающий не получил. Следующий сезон 1902/03 для Джо стал гораздо успешнее: на поле он выходил в 27 матчах, в которых забил 7 голов и стал одним из лучших бомбардиров команды (вместе с Джимми Геммеллом и Джимми Милларом). Однако, по ходу сезона 1903/04 сыгравший всего 5 матчей, Хьюитт переходит в аутсайдера того чемпионата — «Ливерпуль».
Всего во всех официальных турнирах Джо Хьюитт провёл за «Сандерленд» 37 матчей, в которых забил 9 мячей (в том числе 1 дубль).

### «Ливерпуль» и «Болтон»
Контракт с «Ливерпулем» Джо подписал в январе 1904 года. Дебютировал в новом клубе Хьюитт 13 февраля 1904 года в домашнем матчпе со «Сток Сити», закончившимся вничью 0:0. До конца сезона он отыграл в 10 матчах, в которых забил всего один гол и не смог помочь своей команде остаться в первом дивизионе. В следующем сезоне во втором дивизионе Джо сыграл всего в 9 матчах снова забив всего один гол (во втором матче сезона гол Хьюитта на 90 минуте принёс «Ливерпулю» ничью 2:2 в домашнем матче с «Глоссоп Норт Энд»). Медаль за победу во втором дивизионе Хьюитт не получил.
После возвращения в первый дивизион в сезоне 1905/06 преобразился как «Ливерпуль», так и Хьиютт. Клуб стал чемпионом во второй раз в своей истории, а сыгравший в 37 из 38 матчей чемпионата Джо забил в них 24 мяча (в том числе в ворота «Сандерленда» — своей бывшей команды), став лучшим бомбардиром своей команды. Сезон 1906/07 стал нападающего не очень удачным: из травмы он пропусти много матчей. Однако в следующем сезоне Хьюитт набирает свою прежнюю форму забив 21 гол (в 36 матчах) и снова став лучшим бомбардиром команды (клуб занял 8-е место). В сезоне 1908/09 снова показывает стабильную игру — 12 голов в 33 матчах (в том числе хет-трик в ворота «Сандерленда» в выездном матче). Сезон 1909/10 стал для Хьюитта последним в «Ливерпуле» и после его окончания он переходит во втородивизионный «Болтон Уондерерс».
Всего за свою карьеру в «Ливерпуле» Хьиютт принял участие в 164 матчах (включая матч за Суперкубок Шерифа Лондона), в которых забил 74 гола (в том числе 5 хет-триков и 8 дублей). В «Болтоне» Джо провёл всего один сезон. Начал он его ярко забив в первом же своём матче (1 сентября 1910 года. «Болтон Уондерерс» — «Стокпорт Каунти» 2:2) и забив ещё два гола в сентябре 1910 года. Однако дальше у нападающего получалось хуже и, закончив сезон с показателем 11 матчей — 3 гола, Хьюитт завершает карьеру игрока. Ещё некоторое время он остаётся в футболе работая в тренерском штабе «Ливерпуля».

## Достижения
Чемпион Англии (2) — 1902, 1906
Серебряный призёр чемпионата Англии (1) — 1910
Чемпион второго дивизиона чемпионата Англии (1) — 1905

## Статистика выступлений
| Клуб             | Сезон        | Чемпионат | Чемпионат | Кубок | Кубок | Всего | Всего |
| Клуб             | Сезон        | Матчи     | Голы      | Матчи | Голы  | Матчи | Голы  |
| ---------------- | ------------ | --------- | --------- | ----- | ----- | ----- | ----- |
| Сандерленд       | 1901/02      | 5         | 1         | 0     | 0     | 5     | 1     |
| Сандерленд       | 1902/03      | 27        | 7         | 0     | 0     | 27    | 7     |
| Сандерленд       | 1903/04      | 5         | 1         | 0     | 0     | 5     | 1     |
| Сандерленд       | За всё время | 37        | 9         | 0     | 0     | 37    | 9     |
| Ливерпуль        | 1903/04      | 10        | 1         | 0     | 0     | 10    | 1     |
| Ливерпуль        | 1904/05      | 9         | 1         | 0     | 0     | 9     | 1     |
| Ливерпуль        | 1905/06      | 37        | 24        | 5     | 1     | 42    | 25    |
| Ливерпуль        | 1906/07      | 23        | 8         | 0     | 0     | 23    | 8     |
| Ливерпуль        | 1907/08      | 36        | 21        | 4     | 0     | 40    | 21    |
| Ливерпуль        | 1908/09      | 33        | 12        | 2     | 1     | 35    | 13    |
| Ливерпуль        | 1909/10      | 4         | 2         | 0     | 0     | 4     | 2     |
| Ливерпуль        | За всё время | 152       | 69        | 11    | 2     | 163   | 71    |
| Болтон Уондерерс | 1910/11      | 11        | 3         | 0     | 0     | 11    | 3     |
| За всё время     | За всё время | 200       | 81        | 11    | 2     | 211   | 83    |